# Тишковаць-Лицький
Тишковаць-Лицький (хорв. Tiškovac Lički) — населений пункт у Хорватії, в Задарській жупанії у складі громади Грачаць.

## Населення
Населення за даними перепису 2011 року становило 15 осіб.
Динаміка чисельності населення поселення:

## Клімат
Середня річна температура становить 8,55 °C, середня максимальна – 22,54 °C, а середня мінімальна – -7,24 °C. Середня річна кількість опадів – 1132 мм.
| Клімат поселення                              | Клімат поселення | Клімат поселення | Клімат поселення | Клімат поселення | Клімат поселення | Клімат поселення | Клімат поселення | Клімат поселення | Клімат поселення | Клімат поселення | Клімат поселення | Клімат поселення | Клімат поселення |
| Показник                                      | Січ.             | Лют.             | Бер.             | Квіт.            | Трав.            | Черв.            | Лип.             | Серп.            | Вер.             | Жовт.            | Лист.            | Груд.            |                  |
| Середній максимум, °C                         | 6,12             | 7,16             | 10,06            | 14,12            | 18,92            | 22,30            | 22,54            | 22,00            | 18,28            | 14,14            | 9,10             | 5,29             |                  |
| Середня температура, °C                       | −0,56            | 0,48             | 3,38             | 7,44             | 12,25            | 15,64            | 17,98            | 17,43            | 13,73            | 9,58             | 4,54             | 0,72             |                  |
| Середній мінімум, °C                          | −7,24            | −6,19            | −3,29            | 0,75             | 5,56             | 8,96             | 13,42            | 12,87            | 9,17             | 5,02             | −0,02            | −3,82            |                  |
| Норма опадів, мм                              | 82               | 82               | 87               | 98               | 86               | 88               | 65               | 75               | 104              | 117              | 136              | 112              |                  |
| Середньомісячна швидкість вітру, м/с          | 1.82             | 2.02             | 2.27             | 2.25             | 2.06             | 1.80             | 1.78             | 1.66             | 1.75             | 1.84             | 2.01             | 2.05             |                  |
| Середньомісячна сонячна радіація, кДж/м²·день | 4976             | 7606             | 11258            | 15660            | 19501            | 21813            | 23601            | 20473            | 15232            | 9910             | 5466             | 4171             |                  |
| --------------------------------------------- | ---------------- | ---------------- | ---------------- | ---------------- | ---------------- | ---------------- | ---------------- | ---------------- | ---------------- | ---------------- | ---------------- | ---------------- | ---------------- |
| Джерело:                                      |                  |                  |                  |                  |                  |                  |                  |                  |                  |                  |                  |                  |                  |